# 꾸밈음

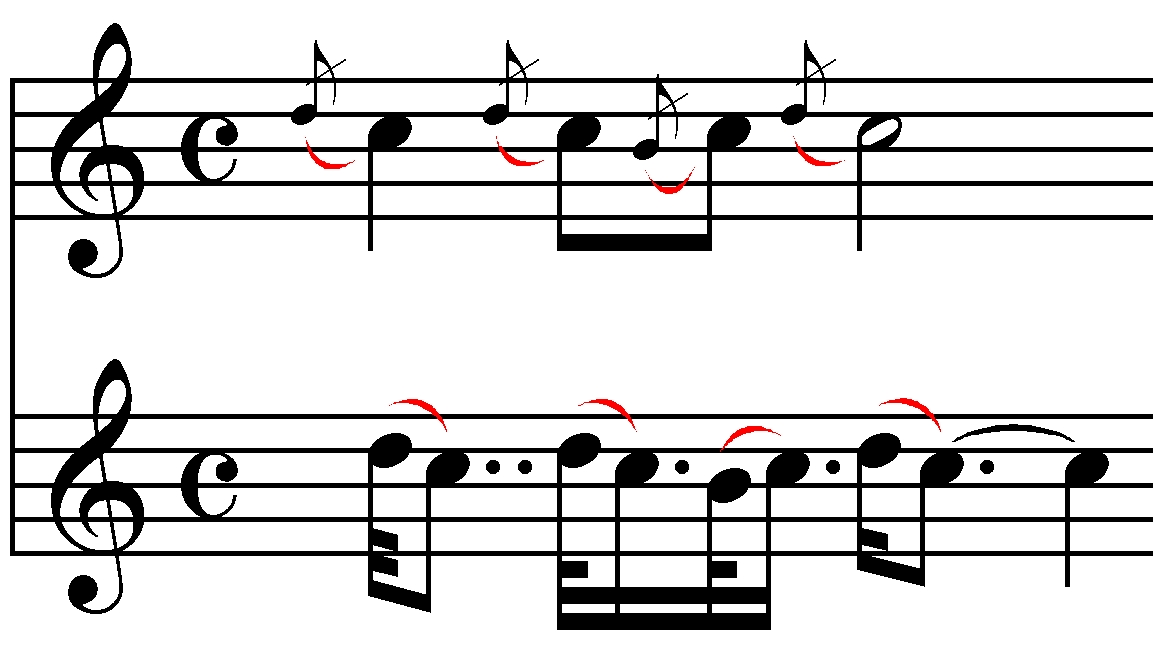

꾸밈음(裝飾音, 영어: mordent, 프랑스어: mordant)은 어떤 음을 장식하는 데 쓰는 음을 말한다. 장식되는 음의 앞 · 뒤에 작은 음표로 표기하든가 특정된 기호(꾸밈표)로 표시한다. 꾸밈음을 쓰는 방법에는 시대, 나라, 작곡가에 따라 많은 변화가 보인다. 같은 시대에 쓴 같은 꾸밈표가 작곡가에 따라 다른 주법을 뜻하기도 하고, 반대로 같은 주법이 작곡가에 의하여 다른 기호로 표시되는 일이 적지 않다. 때론 한 작곡가가 이와 같이 섞어 쓰고 있는 것을 볼 수 있다. 따라서 엄밀히 말하면 꾸밈음표나 꾸밈표를 바르게 해석하기 위해서는 음악사의 정확한 지식과 면밀한 고증이 반드시 필요한 것이다.